# VfL Bückeburg
Der VfL Bückeburg ist ein Sportverein aus der niedersächsischen Stadt Bückeburg, der insgesamt 18 Sportarten, darunter Fußball, American Football, Baseball und Basketball anbietet.

## Geschichte
Der Verein wurde im Jahre 1912 als Ballspielverein Bückeburg gegründet. Dieser löste sich Mitte der 1930er Jahre auf. Nach dem Ende des Zweiten Weltkrieges wurde als Nachfolger der TuS Bückeburg gegründet, aus dem 1947 der heutige VfL Bückeburg wurde. 

### Fußball
Zwei Jahre später gehörte der VfL zu den Gründungsmitgliedern der Amateurliga 3 und wurde auf Anhieb Vizemeister hinter Werder Hannover. Nach einer weiteren Vizemeisterschaft 1952 wurde die Mannschaft ein Jahr später Meister und schaffte nach einem 2:1-Sieg über Union Salzgitter den Aufstieg in die zweitklassige Amateuroberliga Niedersachsen. Drei Jahre hielt sich der VfL in der höchsten niedersächsischen Spielklasse und nach dem Abstieg von 1957 wurden die Bückeburger ein Jahr später in die Bezirksklasse durchgereicht. Im freien Fall ging es für den VfL hinunter bis in die 1. Kreisklasse. 
Nach mehreren gescheiterten Anläufen gelang 1972 der Wiederaufstieg in die Bezirksklasse. Finanzielle Probleme führten zur Förderung der Jugendarbeit. Zudem erhielt das Bückeburger Jahnstadion im Jahre 1980 einen Kunstrasenbelag, der bei den Gegner bald gefürchtet war. Zwei Jahre später stieg der VfL in die Bezirksliga und 1984 in die Bezirksoberliga Hannover auf. Es folgten drei Vizemeisterschaften in Folge. Im Jahre 1989 gewannen die Bückeburger den Niedersachsenpokal und qualifizierten sich damit für den DFB-Pokal, wo die Mannschaft in der ersten Runde gegen Eintracht Braunschweig mit 0:2 unterlag. Wegen des Kunstrasenplatzes fand das Spiel im nahen Obernkirchen statt. Drei Jahre später gelang aufgrund des besseren Torverhältnis gegenüber Schwarz-Gelb Asel der Aufstieg in die Landesliga West. Im Jahre 1994 gelang die Qualifikation für die neu geschaffene Niedersachsenliga.
Nach dem Abstieg im Jahre 1997 gelang zwei Jahre später die Rückkehr, ehe im Jahre 2001 die Vizemeisterschaft hinter dem SC Langenhagen erreicht wurde. In den späten 2000er Jahren wurde der VfL zur Fahrstuhlmannschaft und stieg vier Jahre in Folge auf und wieder ab. Im Jahre 2011 gelang als Meister der Landesliga Hannover der Aufstieg in die Oberliga Niedersachsen. Auch dieses Mal musste die Mannschaft wieder absteigen, kehrte aber nach einem Jahr wieder zurück. Im Jahre 2014 stieg der VfL erneut aus der Oberliga ab, schaffte den direkten Wiederaufstieg und musste 2016 erneut absteigen. Im Jahre 2022 ging es in die Bezirksliga hinunter, ehe der direkte Wiederaufstieg gelang. 2025 folgte der nächste Abstieg in die Bezirksliga.

### Baseball
Die Herrenmannschaft der Baseballabteilung, Bückeburg Buccaneers, wurde im Herbst des Jahres 2022 zusammen mit ihrem mittlerweile aufgelösten Spielgemeinschaftspartner, den Ricklingen Blue Eagles, Niedersachsenmeister.

## Persönlichkeiten

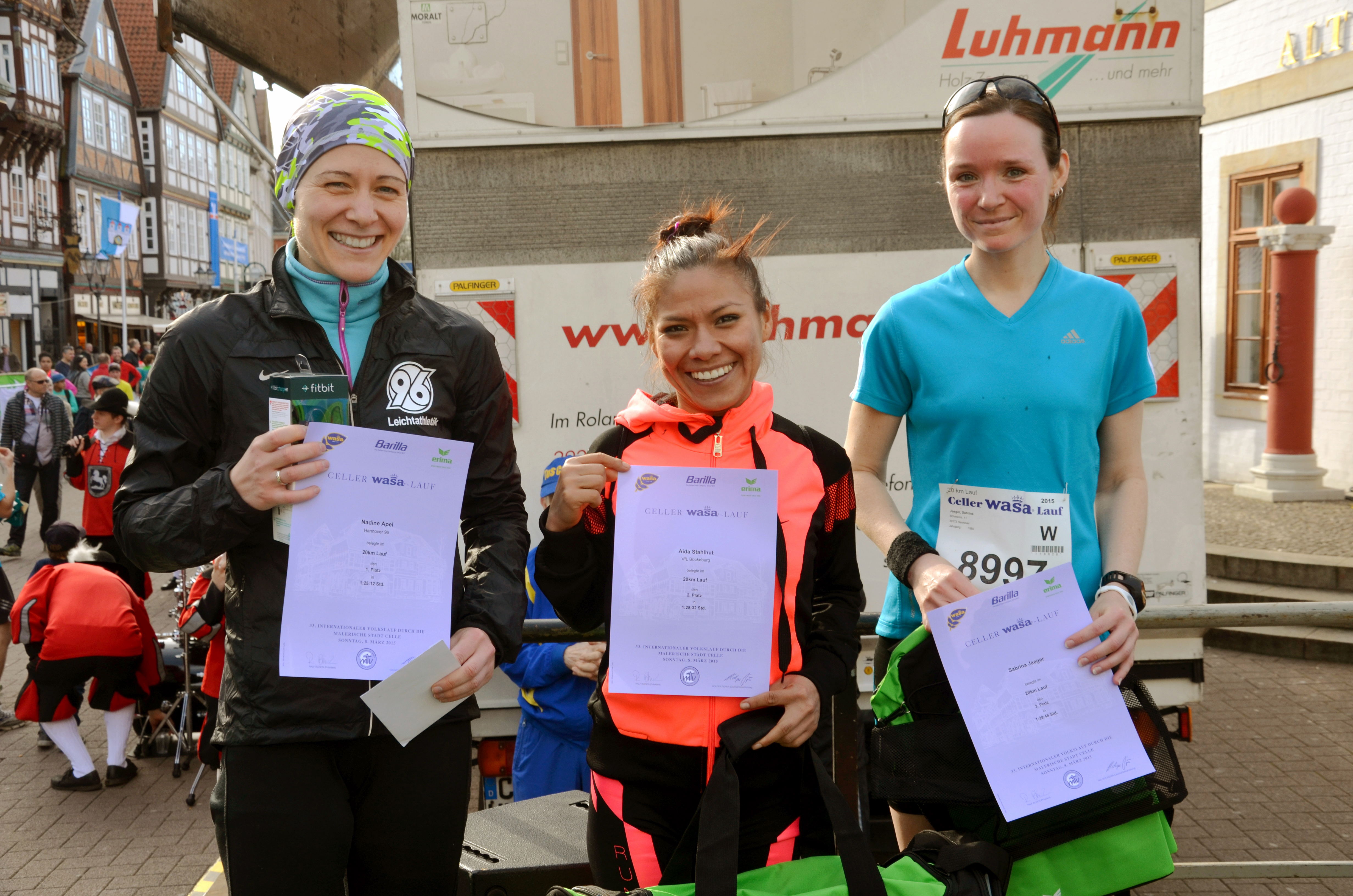
Die (ersten drei) Siegerinnen des 33. Celler Wasa-Laufs am 8. März 2015 (von links): Nadine Apel vom Verein Hannover 96, Aida Stahlhut vom VfL Bückeburg und Sabrina Jaeger aus Hannover

- Merle Homeier
- Stefan Langemann
- Robert Palikuća
- Massimilian Porcello
- Luna Thiel
- Thilo Versick